# Saint-Fargeau-Ponthierry
Saint-Fargeau-Ponthierry é uma comuna francesa localizada na região administrativa da Île-de-France, no departamento Sena e Marne. A comuna possui 14 172 habitantes segundo o censo de 2014.